# SN 1999gj
SN 1999gj – supernowa typu Ia odkryta 17 listopada 1999 roku w galaktyce NGC 3251. W momencie odkrycia miała maksymalną jasność 17,50m.